# Institut international pour la recherche sur le terrorisme
Pour les articles homonymes, voir ICT.
L'Institut international pour la recherche sur le terrorisme ou Institut international pour la lutte contre le terrorisme (en anglais, International Institute for Counter-Terrorism ou ICT) est un centre international de recherche à but non lucratif située à Herzliya, en Israël.
L'institut explore le terrorisme en Israël et dans le monde et organise des rencontres internationales avec des hommes politiques du monde entier.